# Challenger de Panamá
El Visit Panamá Cup es un torneo profesional de tenis. Pertenece al ATP Challenger Series. Se juega desde el año 2012 sobre pistas de polvo de ladrillo, en la ciudad de Panamá, Panamá.

## Palmarés

### Individuales
| Año  | Campeón                | Finalista          | Resultado        |
| ---- | ---------------------- | ------------------ | ---------------- |
| 2017 | Rogério Dutra Silva    | Peđa Krstin        | 6–2, 6–4         |
| 2014 | Pere Riba              | Blaž Rola          | 7-5, 5-7, 6-2    |
| 2013 | Rubén Ramírez Hidalgo  | Alejandro González | 6-4, 5-7, 7-6(4) |
| 2012 | Rogério Dutra da Silva | Peter Polansky     | 6-3, 6-0         |

### Dobles
| Año  | Campeones                                | Finalistas                               | Resultado         |
| ---- | ---------------------------------------- | ---------------------------------------- | ----------------- |
| 2017 | Sergio Galdós Caio Zampieri              | Kevin Krawietz Adrián Menéndez-Maceiras  | 1–6, 7–65, [10–7] |
| 2014 | František Čermák Michail Elgin           | Martín Alund Guillermo Durán             | 4-6, 6-3, [10-8]  |
| 2013 | Jorge Aguilar Sergio Galdós              | Júlio César Campozano Alejandro González | 6-4, 6-4          |
| 2012 | Júlio César Campozano Alejandro González | Daniel Kosakowski Peter Polansky         | 6-4, 7-5          |